# 引线街沈宅
引线街沈宅位于中国江苏省苏州常熟市虞山镇引线街88号（原34号，含天凝寺巷2号），为清代光绪进士沈鹏嗣子沈琇如故宅，建于清晚期及民国初期。建筑坐北朝南，原有房屋四进，均为砖木结构、硬山顶，第一进因道路拓宽拆除，今存后三进及西侧辅房。第二进主楼面阔五间两层，西侧有单间辅房，第三进面阔三间，第四进后堂楼面阔五间两层。